# 오노 료코
오노 료코(일본어: 小野 涼子, 1978년 6월 22일 ~ )는 일본의 여성 성우이자 배우이다.
마우스 프로모션 소속이며 가나가와현 요코하마시 출신. 동경 아나운서 아카데미, 영상 테크노아 아카데미를 졸업하였다.
대표작으로 『블랙잭』(와토 치요코), 『IGPX』(에이미 스테이플톤), 『ToHeart2』(쿠스가와 사사라), 『미나미가』(아츠코)등이 있다.

## 경력·인물
- 취미는 악기 연주이며 특기는 꽃꽂이이다.
- 좋아하는 말은「고마워」,「너무 좋아」
- 좋아하는 꽃은 벚꽃, 비연초, 거베라
- 좋아하는 색에 파랑, 분홍, 하양
- 좋아하는 것은 게임센터 CX, 라이지홍차
- 연기의 폭이 넓어서, 판별하기가 비교적 어렵다. 더빙의 작품이 많은 편이다.
- 2007년 8월 17일에 열린 코믹마켓 72에 IMAGICA의 부스에 등장하였고, 스스럼없이 사인을 해주었다.
- 인터넷 라디오의『Radio ToHeart2』에 게스트로 출연했을때, 신장에 대해서「168.5cm까지 재어보고 재는 것을 그만뒀다」라는 발언이 있었다. 장신인 자신의 키를 꽤 신경쓰는 것 같다. 가족 모두 키가 크다. 아버지는 180cm 이상, 남동생은 2미터에 가깝다고 한다.
- 요코하마 태생, 요코하마 출신에 현재도 요코하마에 살고 있다. 그 이유때문에 일본의 프로 야구팀인 요코하마 베이스타스의 열성적인 팬이다.
- 2010년 3월 31일 부로, 6년간 소속해 있던 마우스 프로모션을 나와서 프리랜서가 되었다.

## 출연작
진하게 표시된 인물은 주역・메인 캐릭터입니다.

### TV 애니메이션
2004년
- 블랙잭 TV 시리즈 (와토 치요코)

2005년
- IGPX (에이미 스테이플톤)
- 두 사람은 프리큐어 Max Heart (나가이 사오리)

2006년
- ZEGAPAIN -제가페인- (이리에)
- 위치블레이드 (아오이)
- 오란고교 호스트부 (카즈마 레이코, 키미와다 호노카, 메이드A7)
- 디지몬 세이버즈 (나나미)
- 두 사람은 프리큐어 Splash Star (이토 히토미)
- 블랙잭 21 (와토 치요코)

2007년
- 도쿄마인학원 검풍첩 (오리베 히나노)
- 노다메 칸타빌레 (스즈키 카오루, 이즈미)
- 미나미가 (아츠코)
- 드래고너트 더 레조넌스 (하바라기·이츠키, 오토히메)
- 신곡주계 폴리포니카 (도리스라에)

2008년
- 미나미가 ~한그릇 더~ (아츠코)

2009년
- 미나미가 ~어서오세요~ (아츠코)
- 푸른꽃 (카와사키 선배)
- 흑신 (시즈카)
- 페어리테일 (미라젠, 럴러바이(제레프 書의 악마), 안젤리카)

2010년
- 오오카미 씨와 7명의 동료들 (링고의 엄마)
- 진 연희무쌍 ~소녀대란~ (악진)
- 성흔의 퀘이사 (모에노)
- 하늘의 소리 (이리아)
- 슈팅 바쿠간 배틀브롤러즈 뉴 베스트로이아 (라즈리온, 쿄쥬(교수))
- 요스가노소라 (미기와 카즈하)

2011년
- 우리들에게 날개는 없다 (타마이즈미 히요코)

2012년
- 새하얀색 심포니 (세나 아이리)

### OVA
2007년
- 투하트2 OVA (쿠스가와 사사라)

2008년
- 투하트2 Another Days (쿠스가와 사사라)
- 요츠노하 (사토 유키에)
- 우주해적 사라 (카린 폰 기렌) 고교 나즈나(五行なずな) 명의

2009년
- 투하트2Another Days PLUS (쿠스가와 사사라)
- 미나미가 디저트 (아츠코)

### 게임
2005년
- 사랑의 힘 (모치즈키 에미코) : 고교 나즈나 (五行 なずな) 명의
- Twin Way ~지금을 꼭 껴안아~ (아오이 쿠미) : 고교 나즈나 (五行 なずな) 명의
- 봉사 메이드 아내 ~음란 젋은 아내 조교~ (나카시마 카즈미) : 고교 나즈나 (五行 なずな) 명의
- 쿠사리 (오리하라 아케노) : 고교 나즈나 (五行 なずな) 명의
- ToHeart2 XRATED（쿠스가와 사사라) (五行 なずな) 명의

2006년
- 섹스&프렌드 ~소꿉친구의 달콤한 냄새~ (에비나 미츠루) : 고교 나즈나 (五行 なずな) 명의
- 물결의 사이사이 외전 ~유미코상의 신혼일기~ (시노하라 유미코) : 고교 나즈나 (五行 なずな) 명의
- 폭유 간호사 (히다카 시즈에) : 고교 나즈나 (五行 なずな) 명의
- 새댁X의모~신부는 여고생 (오노다 히토미) : 고교 나즈나 (五行 なずな) 명의
- 치한 귀족 (사쿠라자와 마리코) : 고교 나즈나 (五行 なずな) 명의
- 폭유 찻집 (고토 시즈쿠) : 고교 나즈나 (五行 なずな) 명의
- 화귀장 (스즈네)

2007년
- 내일의 너와 만나기 위해 (유우기리 루리코) : 고교 나즈나 (五行 なずな) 명의
- 론도 리플렛 (니나 에드워드) : 고교 나즈나 (五行 なずな) 명의
- 카타하네 (베루, 에파) : 고교 나즈나 (五行 なずな) 명의
- 화창한 가을 아래 ~ 붉게 물든 상점가 ~ (카네다 아유) : 고교 나즈나 (五行 なずな) 명의
- 그 꽃잎에 입맞춤을 나의 왕자님 (키타지마 카에데) : 고교 나즈나 (五行 なずな) 명의
- 임신시키는 최면 프린세스 (릿테) : 고교 나즈나 (五行 なずな) 명의
- 모녀군요 ~권하는 유부녀·안기고 싶은 모녀~ (텐도 미사토) : 고교 나즈나 (五行 なずな) 명의

2008년
- 내일의 나나미와 만나기 위해 (유우기리 루리코) : 고교 나즈나 (五行 なずな) 명의
- 프린세스 러버 (타케조노 에리카) : 고교 나즈나 (五行 なずな) 명의
- 가루눈 펄펄 ~유즈하라 마을 컬링부~ (호시노 나나) : 고교 나즈나 (五行 なずな) 명의
- ToHeart 2 Another Days（쿠스가와 사사라) : 고교 나즈나 (五行 なずな) 명의
- 몽견백서 (카미시로 히지리) : 고교 나즈나 (五行 なずな) 명의
- 춘색앵뢰 (쿠로이 미사) : 고교 나즈나 (五行 なずな) 명의
- 우리들에게 날개는 없다 ~Prelude~ (타마이즈미 히요코) : 고교 나즈나 (五行 なずな) 명의
- 매지컬라이드 (카나데) : 고교 나즈나 (五行 なずな) 명의
- 수평선까지 몇 마일? -Deep Blue Sky & Pure White Wings- (츠야자키 코카게) : 고교 나즈나 (五行 なずな) 명의
- Volume7 (키노 쿄우카) : 고교 나즈나 (五行 なずな) 명의
- 체이스트☆체이스 (모로오토 노노코) : 고교 나즈나 (五行 なずな) 명의
- 진연희무쌍 ~소녀요란☆삼국지 연의~ (악진) : 고교 나즈나 (五行 なずな) 명의
- 요스가노소라 (미기와 카즈하) : 고교 나즈나 (五行 なずな) 명의
- 그 꽃잎에 입맞춤을 사랑스러움의 포토 그래프 (키타지마 카에데) : 고교 나즈나 (五行 なずな) 명의

2009년
- 우리들에게 날개는 없다 (타마이즈미 히요코) : 고교 나즈나 (五行 なずな) 명의
- Princess Party~프린세스 파티~ (이츠쿠시마 에리) : 고교 나즈나 (五行 なずな) 명의
- 사신의 키스는 이별의 맛 (아마미야 시즈쿠) : 고교 나즈나 (五行 なずな) 명의
- Stellar☆Theater (히메노미야 카구야) : 고교 나즈나 (五行 なずな) 명의
- Signal Heart (고토쿠지 아키라) : 고교 나즈나 (五行 なずな) 명의
- 진설 엽기의 우리 제2장 (키타자와 마키코) : 고교 나즈나 (五行 なずな) 명의
- 천신난만 -LUCKY or UNLUCKY!?- (야마부키 와타루) : 고교 나즈나 (五行 なずな) 명의
- 새하얀 색 심포니 -Love is pure white- (세나 아이리) : 고교 나즈나 (五行 なずな) 명의

2010년
- 사랑색 하늘모양 (나카니시 아이코) : 고교 나즈나 (五行 なずな) 명의
- Riddle garden (코렛트) : 고교 나즈나（五行 なずな）명의
- 우리들에게 날개는 없다 After Story (타마이즈미 히요코) : 고교 나즈나 (五行 なずな) 명의

### 라디오
- 사사라·마량의 학생회 회장 라디오 for ToHeart2
- 오레츠바 진흥회 꿈 라디오 우리들에게 날개는 NIGHT